# Phare du Cap Sim
Le phare du Cap Sim est un phare situé à 20 km au sud du port d'Essaouira (Région de Marrakech-Safi - Maroc).
Il est géré par l'autorité portuaire et maritime au sein du Ministère de l'équipement, du transport, de la logistique et de l'eau.

## Histoire
Ce phare est une tour carrée, avec galerie et lanterne, de 20 m, centrée dans une enceinte flanquée de cinq tourelles. La tour est peinte en blanc avec des bandes horizontales vert clair. La galerie et la lanterne sont blanches. Il est érigé sur un promontoire au sud d'Essaouira. Il émet, à une hauteur focale de 103 m au-dessus du niveau de la mer, un groupe de trois éclats blancs, toutes les 5 secondes. Sa portée maximale est de 21 milles nautiques (environ 38 km). Il est difficile d'accès.
Identifiant : ARLHS : MOR019 - Amirauté : D2604 - NGA : 23232 .

### Lien connexe
- Liste des phares du Maroc